# Pterocladiella capillacea
Pterocladiella capillacea (S.G.Gmelin) Santelices & Hommersand é uma macroalga do grupo das Rhodophyta (algas vermelhas) com distribuição natural na zona entremarés inferior das costas do Atlântico Nordeste, incluindo as ilhas da Macaronésia, e do Mediterrâneo.

## Descrição
Alga cartilaginosa, de coloração vermelho-púrpura escura, com talos achatados, com c. 2 mm de espessura e até 20 cm de altura, formando tufos soltos sobre uma base em forma de rizoide. As frondes são pinadas ou bipinadas, frequentemente sem ramificação na região basal, com subdivisão oposta ou alternada, frequentemente com as ramificação reduzindo-se gradualmente em comprimento em direcção aos extremos da fronde.
O habitat típico são as poças de maré e as lagunas costeiras, ocorrendo sempre na parte inferior da região entremarés ou na zona subtidal de águas rasas.